# 북대서양긴수염고래
북대서양긴수염고래(Eubalaena glacialis)는 수염고래의 일종이며, 긴수염고래속에 속하는 3가지 종 가운데 하나이다. 대략 300마리의 개체가 북대서양에 남아있는 것으로 여겨진다.
다른 긴수염고래들처럼 북대서양긴수염고래는 등지느러미가 없는 넓은 등, 눈 위에 시작하는 커다란 입 등으로 구분된다. 몸의 색은 진한 회색이거나 검은색이며 하얀 점이 있을 수도 있다.
보통 몸길이 10.7 미터에서 16.8 미터까지 성장하며 63,500 킬로그램까지 나갈 수 있다. 가장 큰 개체는 106,500 킬로그램까지 나갔다. 암컷은 대체로 큰 편이고 9살에서 10살 때부터 번식을 시작하며 임신 기간은 1년 가까이이다. 갓 태어난 새끼는 몸길이 3.9미터 정도이다. 그들의 수명에 대해서는 많이 알려진 것이 없지만 적어도 50년은 사며 길면 100년을 살 수도 있는 것으로 추정된다.

## 같이 보기
- 고래류의 종 목록